# Fresneaux-Montchevreuil
Fresneaux-Montchevreuil est une ancienne commune française située dans le département de l'Oise, en région Hauts-de-France.
Elle a fusionné le 1er janvier 2019 avec Bachivillers pour former la commune nouvelle de Montchevreuil, dont elle devient une commune déléguée.

## Géographie

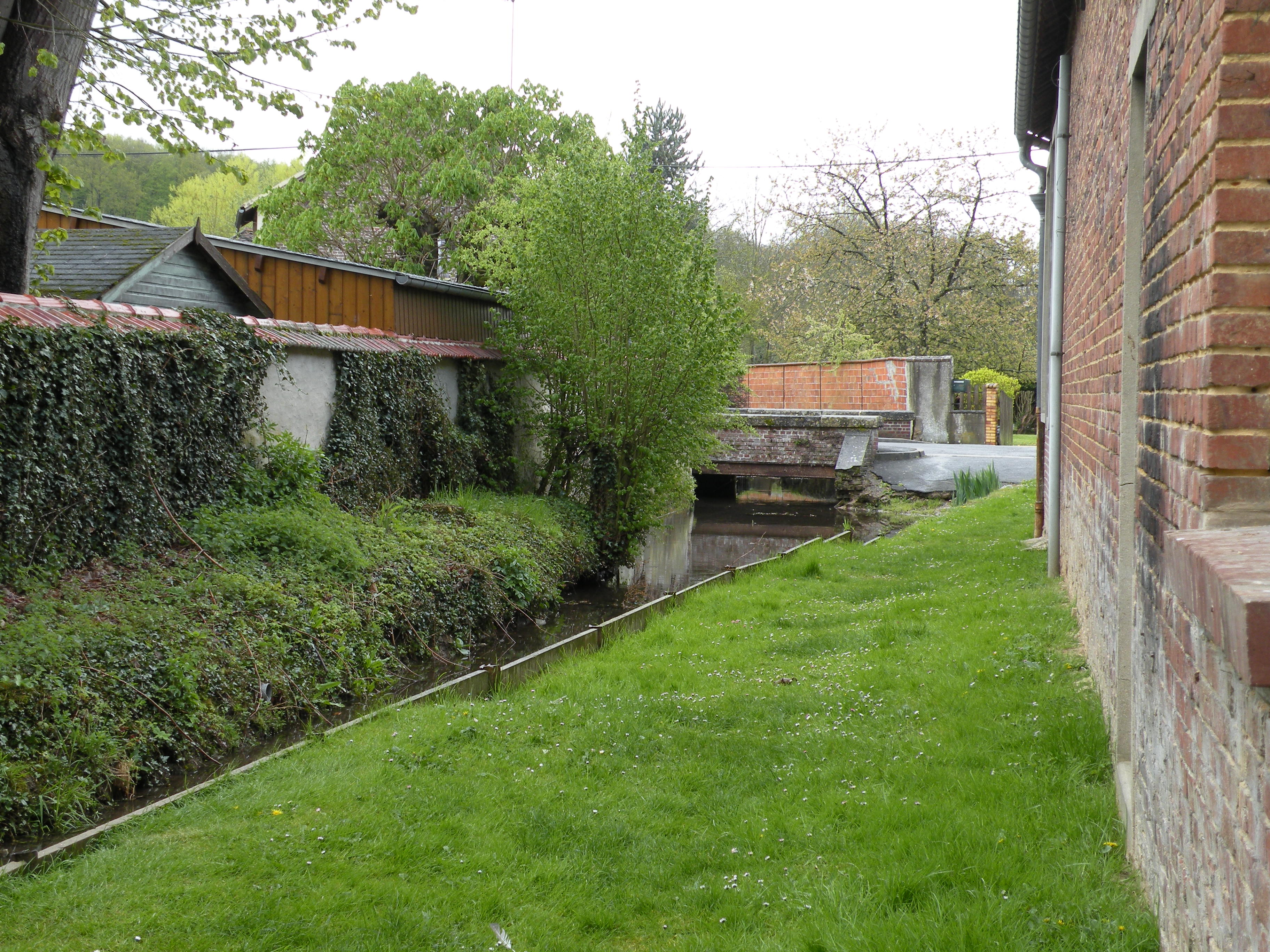
Le ru du Mesnil.

### Localisation
La commune est un village rural du pays de Thelle, situé au 20 km au sud de Beauvais.

### Hydrographie
Le ru du Mesnil traverse la commune.

## Toponymie
La prononciation dialectale de Fresneaux est en API [fʁeɲœ]. Ce nom est attesté en 1150 sous la forme Franeae. Il signifie « les petits frênes », du latin fraxinus « frêne », avec le suffixe diminutif -ellum.
Montchevreuil, nom d'un hameau de la commune, noté Montchevreul en 1169, puis de monte chevrel en 1192, est un composé médiéval de mont « hauteur, colline » et de chevruel « chevreuil ». Chevreul est la forme dialectale locale de chevreuil.
La commune, créée par la Révolution française sous le nom de Freneau en 1793, prend en 1801 sa dénomination de Fresneaux-Montchevreuil.

## Histoire
Aux XIXe et XXe siècles, la commune avait une activité de fabrication de boutons en nacre avec l'usine créée par Delarue, puis reprise par Miron, puis par Dangu en 1933 et son fils en 1978. Ce dernier fournissait des fabricants de chemises ou de pyjamas, ainsi que des magasins comme les Nouvelles Galeries. Cette usine disposait avant 1900 d'une machine à vapeur pour fournir sa force motrice. En 1933, celle-ci était fournie par un moteur diesel Ruston Hornsby horizontal de 28 ch. L'usine salariait  20 ouvriers en 1909, 23 ouvriers en atelier, 8 à domicile en 1933 : 23. À la fin de l'exploitation, en 1978, elle n'employait plus que 3 ouvriers.
Le village a été desservi de 1905 à 1934 par une ligne de chemin de fer secondaire à voie métrique des chemins de fer départementaux de l'Oise reliant Méru à Labosse. Cette ligne, où circulaient trois trains journaliers, servait essentiellement au trafic de fret, essentiellement du transport des betteraves et de ses pulpes,.
Les communes de Fresneaux-Montchevreuil et de Bachivillers membres respectivement de la communauté de communes des Sablons et de communauté de communes du Vexin Thelle, décident, après une réunion publique tenue dans chaque village, de fusionner pour former le 1er janvier 2019 la commune nouvelle de Montchevreuil, dont elles deviennent des communes déléguées,.

## Politique et administration

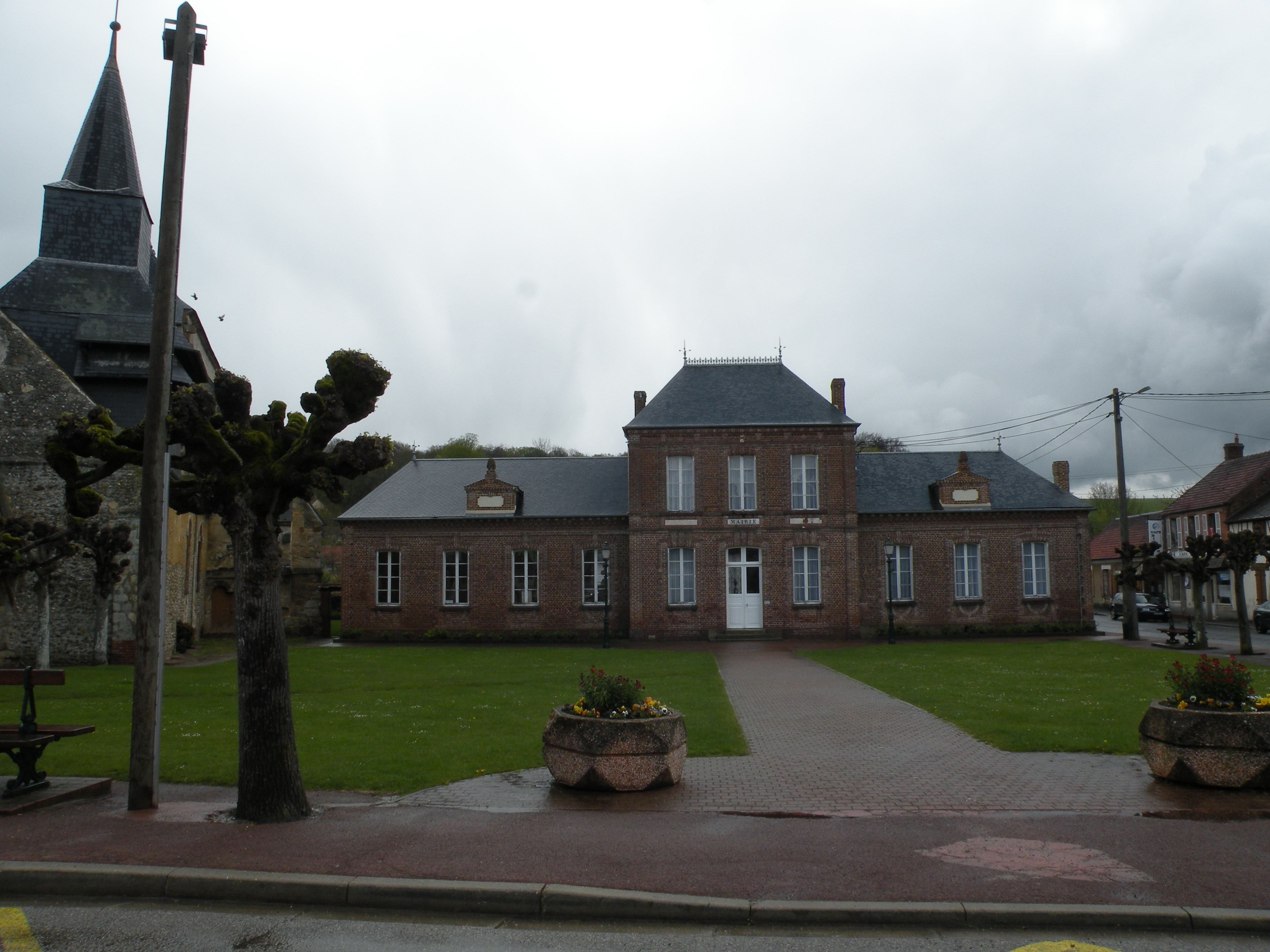
La mairie.

### Rattachements administratifs et électoraux
Fresneaux-Montchevreuil se trouve dans l'arrondissement de Beauvais du département de l'Oise. Pour l'élection des députés, elle fait partie depuis 1988 de la troisième circonscription de l'Oise.
La commune faisait partie depuis 1801 du canton de Méru. Dans le cadre du redécoupage cantonal de 2014 en France, elle était rattachée, avant la fusion de 2018, du canton de Chaumont-en-Vexin.

### Intercommunalité
Fresneaux-Montchevreuil faisait partie de la communauté de communes des Sablons jusqu'à sa fusion avec Bachivillers.

### Liste des maires
| Période                                  | Période       | Identité         | Étiquette | Qualité                                                     |
| ---------------------------------------- | ------------- | ---------------- | --------- | ----------------------------------------------------------- |
| Les données manquantes sont à compléter. |               |                  |           |                                                             |
| avant 1995                               | mars 2001     | Pierre Rebours,  | DVD       |                                                             |
| mars 2001                                | décembre 2018 | Christian Gouspy |           | Débitant de tabac retraité Maire de Montchevreuil (2019 → ) |

| Période      | Période  | Identité | Étiquette | Qualité |
| ------------ | -------- | -------- | --------- | ------- |
| janvier 2019 | En cours |          |           |         |

## Démographie
Évolution démographique
L'évolution du nombre d'habitants est connue à travers les recensements de la population effectués dans la commune depuis 1793. Pour les communes de moins de 10 000 habitants, une enquête de recensement portant sur toute la population est réalisée tous les cinq ans, les populations de référence des années intermédiaires étant quant à elles estimées par interpolation ou extrapolation. Pour la commune, le premier recensement exhaustif entrant dans le cadre du nouveau dispositif a été réalisé en 2007.

En 2016, la commune comptait 765 habitants, en évolution de +1,19 % par rapport à 2010 (Oise : +0,87 %, France hors Mayotte : +2,11 %).
| 1793 | 1800 | 1806 | 1821 | 1831 | 1836 | 1841 | 1846 | 1851 |
| ---- | ---- | ---- | ---- | ---- | ---- | ---- | ---- | ---- |
| 637  | 688  | 654  | 666  | 720  | 757  | 747  | 783  | 844  |

| 1856 | 1861 | 1866 | 1872 | 1876 | 1881 | 1886 | 1891 | 1896 |
| ---- | ---- | ---- | ---- | ---- | ---- | ---- | ---- | ---- |
| 803  | 787  | 782  | 727  | 767  | 819  | 772  | 763  | 764  |

| 1901 | 1906 | 1911 | 1921 | 1926 | 1931 | 1936 | 1946 | 1954 |
| ---- | ---- | ---- | ---- | ---- | ---- | ---- | ---- | ---- |
| 759  | 738  | 745  | 576  | 577  | 525  | 542  | 512  | 533  |

| 1962 | 1968 | 1975 | 1982 | 1990 | 1999 | 2006 | 2007 | 2012 |
| ---- | ---- | ---- | ---- | ---- | ---- | ---- | ---- | ---- |
| 489  | 499  | 453  | 596  | 641  | 717  | 749  | 754  | 764  |

| 2016 | - | - | - | - | - | - | - | - |
| ---- | - | - | - | - | - | - | - | - |
| 765  | - | - | - | - | - | - | - | - |

Pyramide des âges en 2007
La population de la commune est relativement jeune. Le taux de personnes d'un âge supérieur à 60 ans (14,5 %) est en effet inférieur au taux national (21,6 %) et au taux départemental (17,5 %).
À l'instar des répartitions nationale et départementale, la population féminine de la commune est supérieure à la population masculine. Le taux (50,4 %) est du même ordre de grandeur que le taux national (51,6 %).
La répartition de la population de la commune par tranches d'âge est, en 2007, la suivante :
- 49,6 % d’hommes (0 à 14 ans = 20,6 %, 15 à 29 ans = 17,4 %, 30 à 44 ans = 25,7 %, 45 à 59 ans = 23 %, plus de 60 ans = 13,4 %) ;
- 50,4 % de femmes (0 à 14 ans = 20 %, 15 à 29 ans = 17,9 %, 30 à 44 ans = 26,3 %, 45 à 59 ans = 20,3 %, plus de 60 ans = 15,6 %).

| Hommes | Classe d’âge | Femmes |
| ------ | ------------ | ------ |
| 0,0    | 90 ans ou +  | 1,3    |
| 5,9    | 75 à 89 ans  | 6,1    |
| 7,5    | 60 à 74 ans  | 8,2    |
| 23,0   | 45 à 59 ans  | 20,3   |
| 25,7   | 30 à 44 ans  | 26,3   |
| 17,4   | 15 à 29 ans  | 17,9   |
| 20,6   | 0 à 14 ans   | 20,0   |

| Hommes | Classe d’âge | Femmes |
| ------ | ------------ | ------ |
| 0,2    | 90 ans ou +  | 0,8    |
| 4,5    | 75 à 89 ans  | 7,1    |
| 11,0   | 60 à 74 ans  | 11,5   |
| 21,1   | 45 à 59 ans  | 20,7   |
| 22,0   | 30 à 44 ans  | 21,6   |
| 20,0   | 15 à 29 ans  | 18,5   |
| 21,3   | 0 à 14 ans   | 19,9   |

## Culture locale et patrimoine

### Lieux et monuments
- L'église Saint-Germain, des XIIe et XVIe siècles, exceptionnelle pour les hautes lancettes élancées du chœur d'architecture gothique flamboyant. Les 3 vitraux centraux sont classés monuments historiques[17].

L'église Saint-Germain.
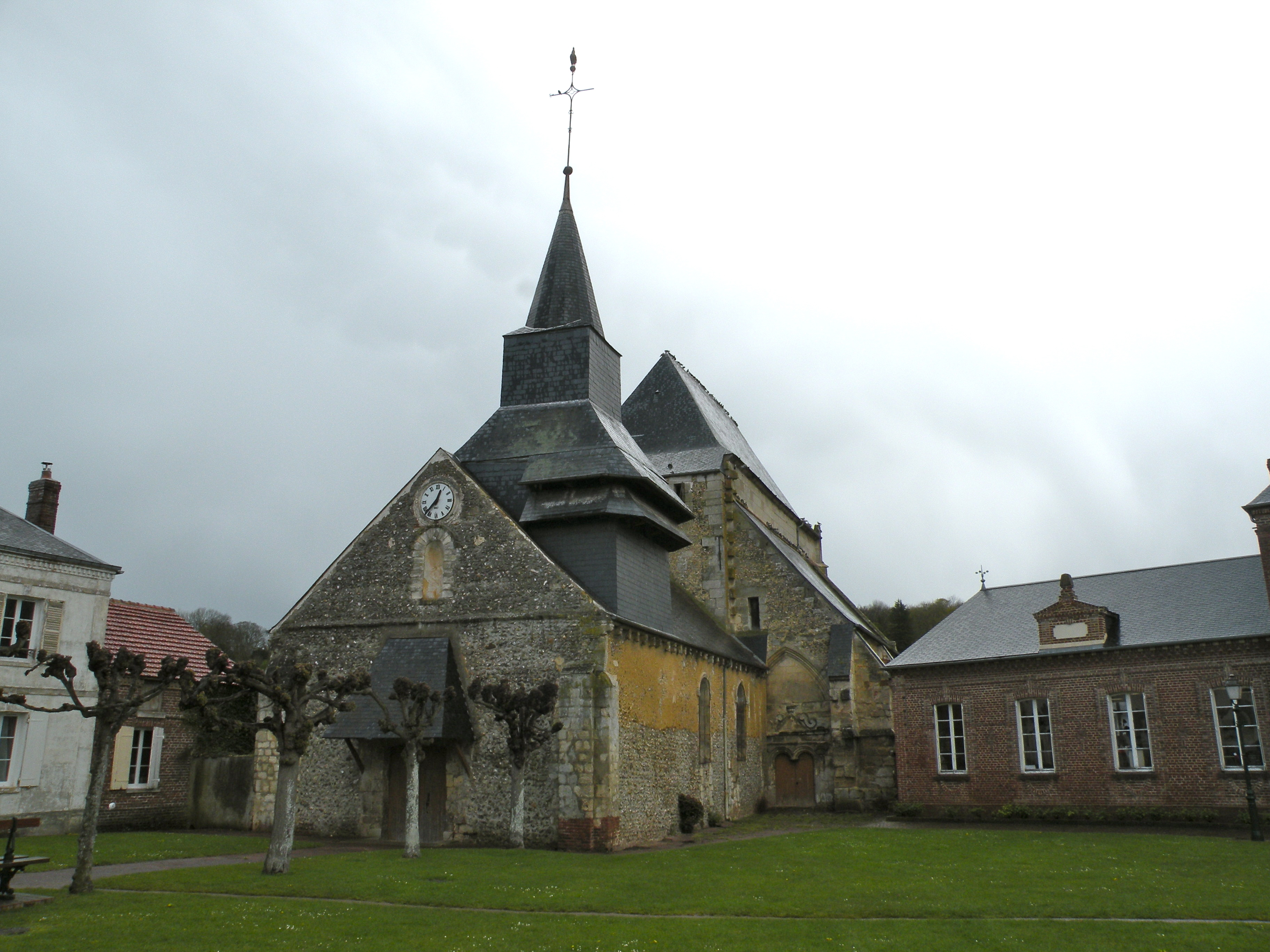
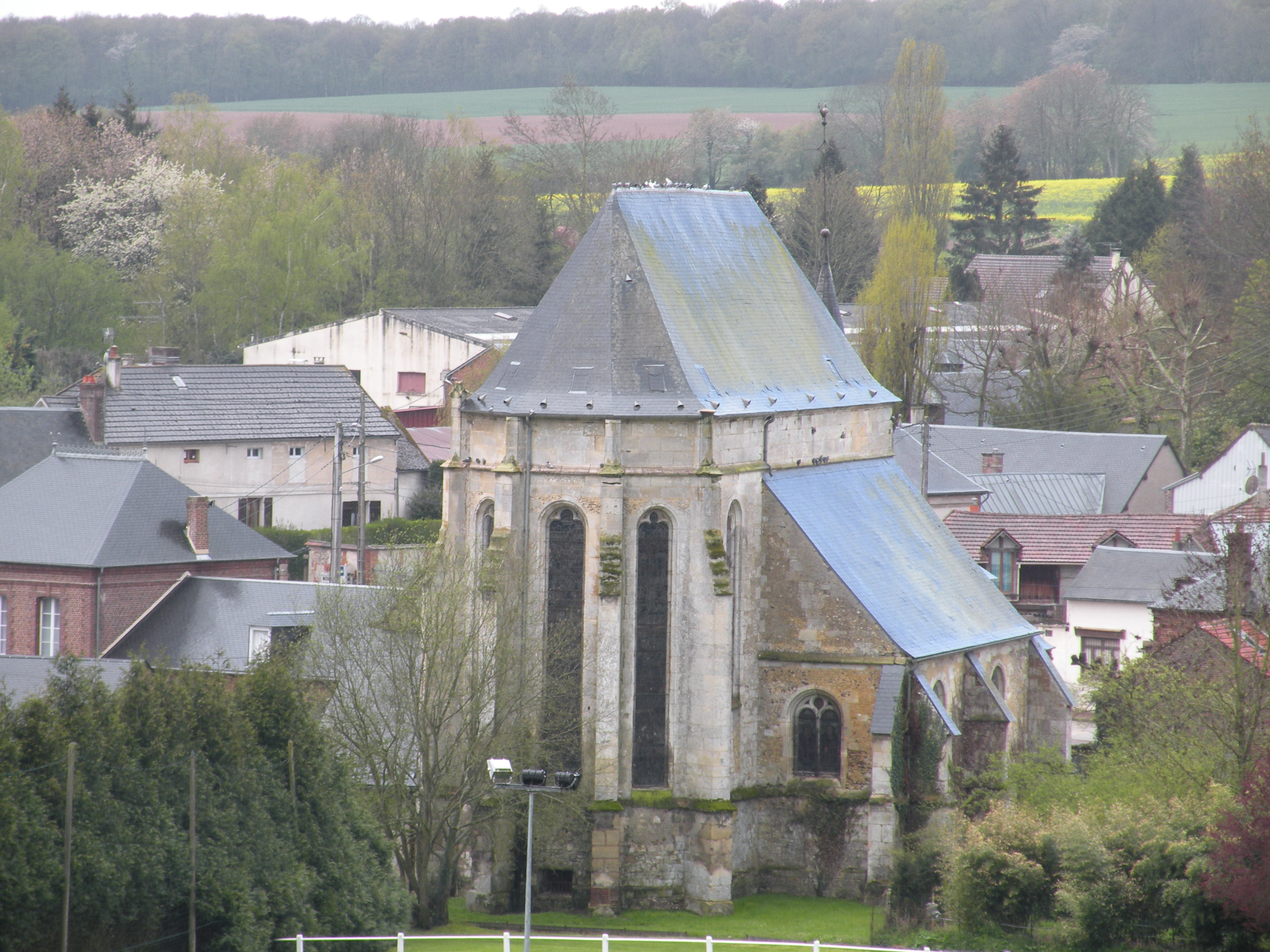
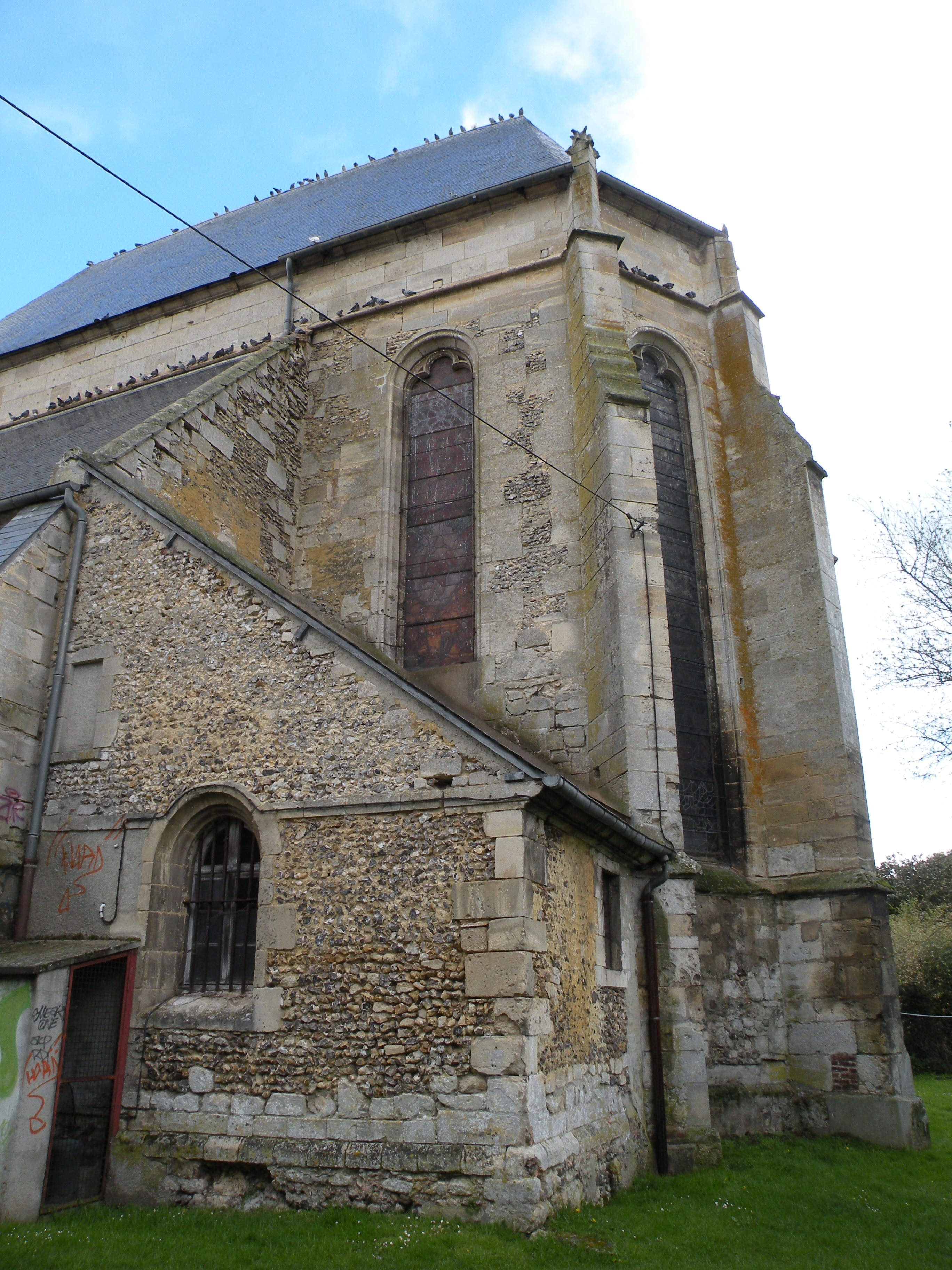
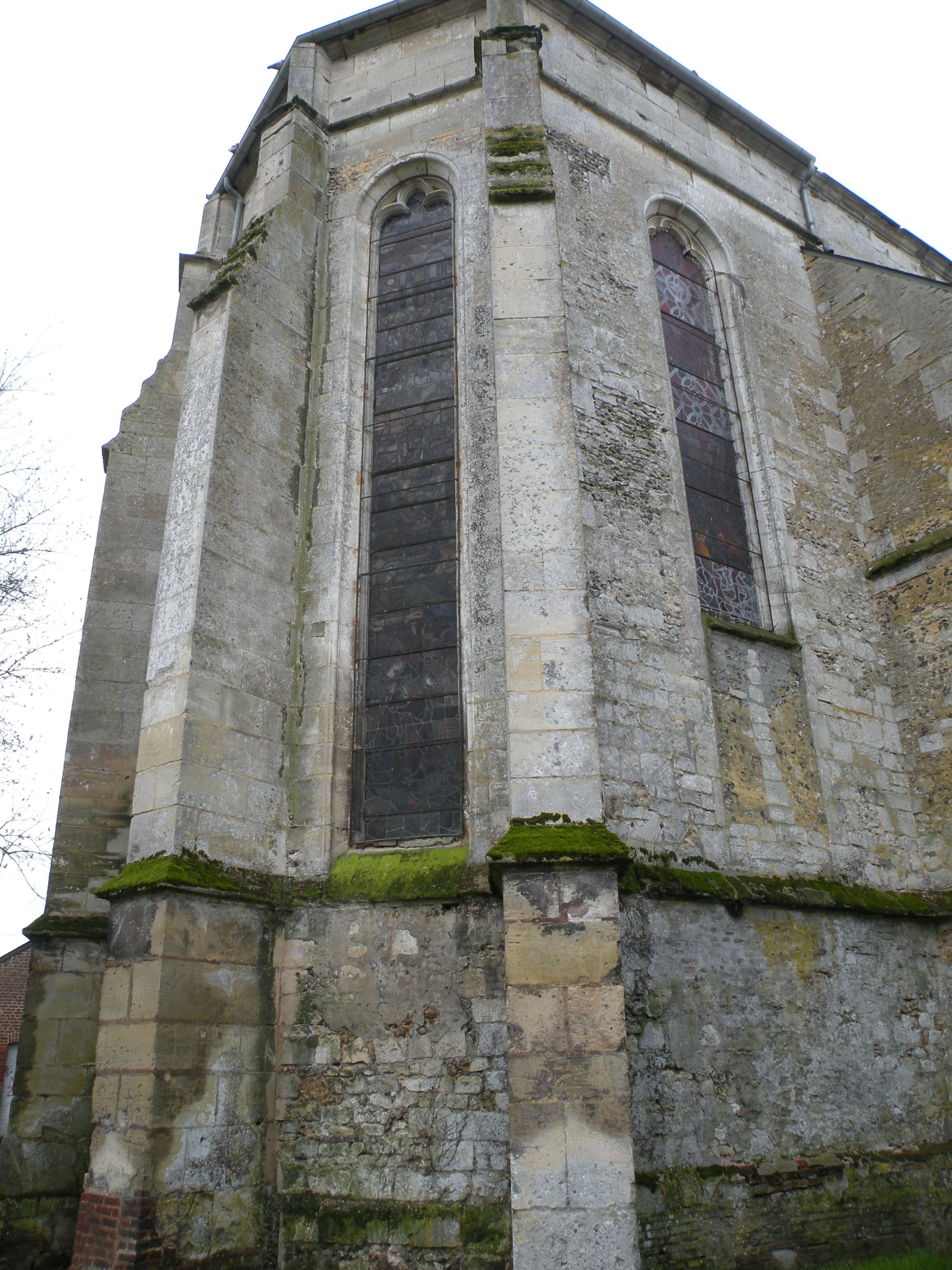
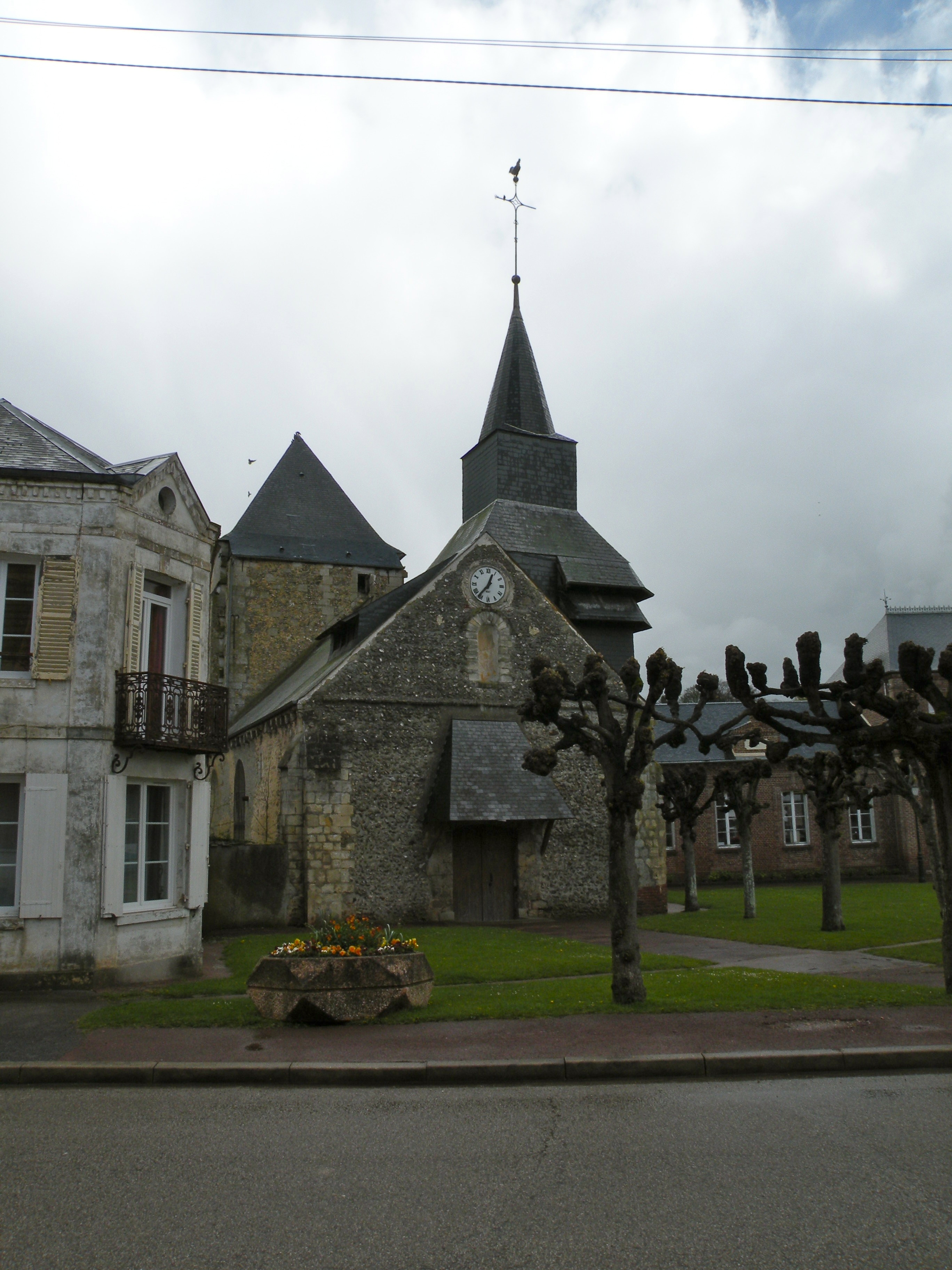

- Le château, du  XVe siècle, agrandi au XVIIe siècle par la construction d'ailes, ainsi que d'écuriées[18]

Photos du château par Félix Martin-Sabon (1846-1933)
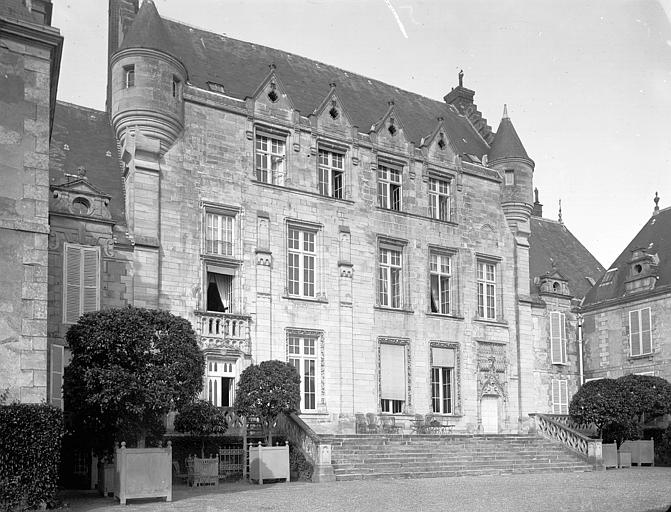
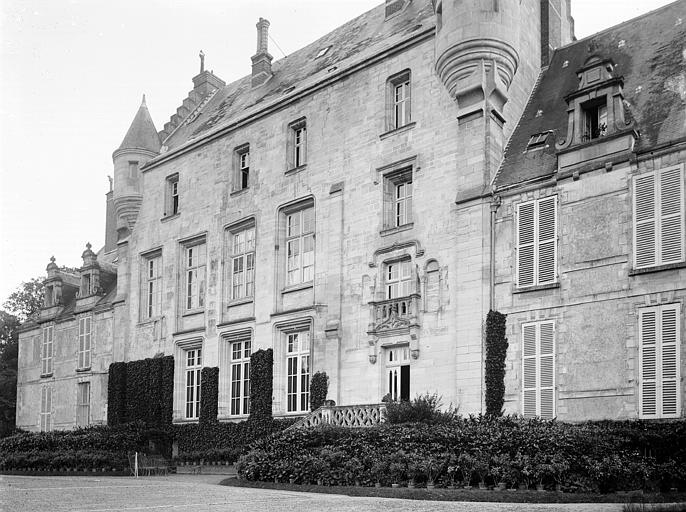
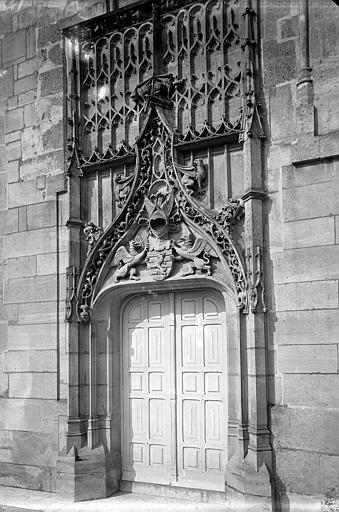
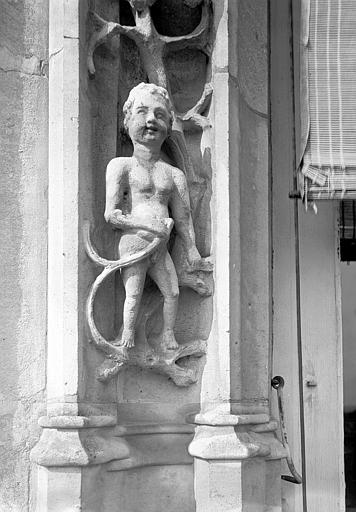
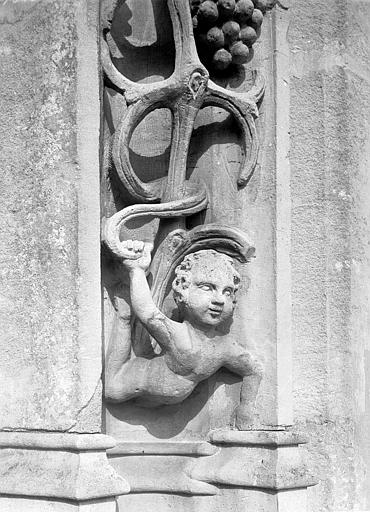

- La pyramide de Germain Gaillard, caveau d'un ancien maire, daté de 1832[19].
- La ferme des Dîmes
- Pigeonniers
- Ancienne usine de fabrication de boutons de nacre, 13 rue du Becquet, de la fin du XIXe siècle, qui a fermé en 1985[3].

### Personnalités liées à la commune
- Jean-Nicolas Bordeaux (1737-1825), homme politique né et décédé à Fresneaux-Montchevreuil, député du tiers état aux états généraux de 1789.
- Augustin Philippe de Mornay de Montchevreuil, député de l'Oise, mort à Montchevreuil en 1893 ;
- Clément Lenglet, ancien joueur de l'AS Montchevreuil né en 1995 à Beauvais, est un footballeur français, joueur du FC Barcelone.